# Эндрюс, Шон
Шон Э́ндрюс (англ. Shawn Andrews;род.15 октября 1971,Литлтон,Массачусетс—американский актёр.

## Биография
Шон Эндрюс родился в Литлтоне в штате Массачусетс.

## Карьера
Первой работой Эндрюса в кино стала роль Кевина Пикфорда в фильме «Под кайфом и в смятении» (1993). Затем он исполнил главные роли в фильмах «Рассвет» и «Город призраков». Сыграв главного героя в фильме «Фикс», Шон Эндрюс удостоился награды за лучшую мужскую роль на Бруклинском кинофестивале. Затем Эндрюс появился в фильме «Город большого сердца», который был номинирован на премию Лос-Анджелесского кинофестиваля.

## Личная жизнь
Был женат на Милле Йовович (2 октября 1992 — 25 ноября 1992). Они сбежали во время съёмок фильма «Под кайфом и в смятении». Поскольку на тот момент Йовович было всего 16 лет, её мать аннулировала брак.

## Фильмография
| Год  |   | Русское название        | Оригинальное название | Роль           |
| ---- | - | ----------------------- | --------------------- | -------------- |
| 1993 | ф | Под кайфом и в смятении | Dazed And Confused    | Кевин Пикфорд  |
| 1997 | ф | —                       | The Small Hours       | Джерри         |
| 1997 | ф | —                       | The Sleepless         | н/д            |
| 2001 | ф | —                       | After the Flood       | Саймон         |
| 2002 | ф | Город призраков         | City of Ghosts        | Робби          |
| 2008 | ф | Сторож                  | The Caretaker         | Винни          |
| 2008 | ф | Фикс                    | Fix                   | Лео            |
| 2008 | ф | —                       | Big Heart City        | Фрэнк Половски |
| 2012 | ф | —                       | My Little Hollywood   | преподобный    |